# Il Dito
Il Dito noto anche come il Dito Dones è un monte alto 1106 m della Grigna meridionale e fa parte del Gruppo delle Grigne; è situato nel territorio di Ballabio sopra al lago di Como.

## Storia
Il monte, di particolare forma a dito, deve il nome allo sportivo Erminio Dones, primo a scalarlo nel 1926.
È stato descritto per la prima volta da Leonardo da Vinci nel 1506, durante i suoi soggiorni nelle rive del Lago.

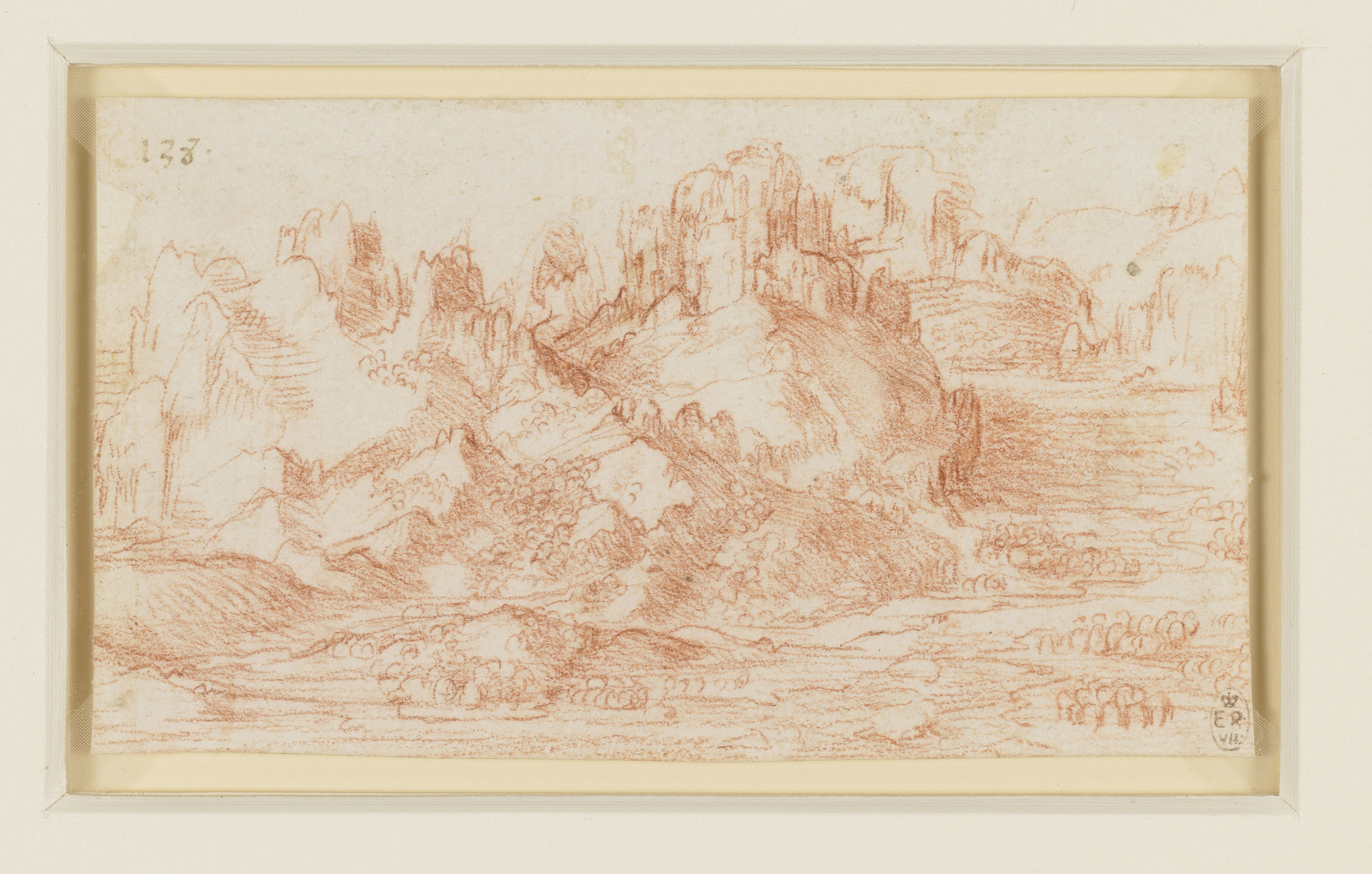
Disegno del Dito, Leonardo da Vinci, 1506, Codice Windsor. F 12406

Nel 2013, per il notevole deposito di neve, una guglia di oltre 200 metri si distaccò dal dito precipitando nella valle.